# Dångebo
Dångebo is een plaats in de gemeente Tingsryd in het landschap Småland en de provincie Kronobergs län in Zweden. De plaats heeft 166 inwoners (2005) en een oppervlakte van 71 hectare. Dångebo ligt vlak bij het meer Sandsjön en wordt voor de rest voornamelijk omringd door bos, ook grenst er wat landbouwgrond aan de plaats. De plaats Tingsryd ligt zo'n tien kilometer ten westen van het dorp.